# 鬼影 (電視)

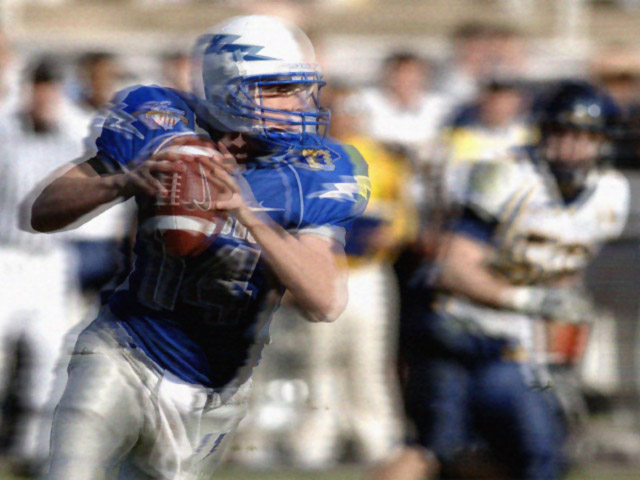
帶有鬼影的電視畫面

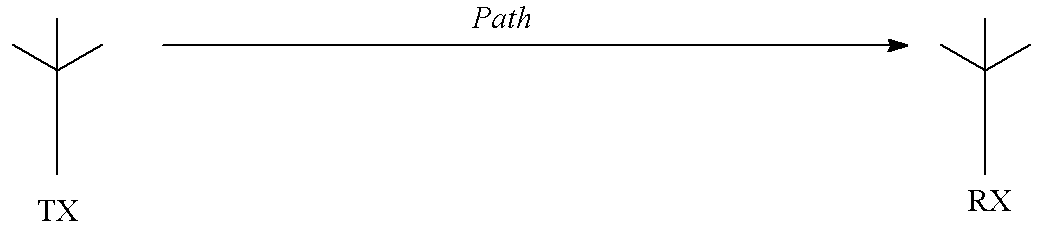
理想狀態下的電視信號傳送圖：信號離開發送端
（Transmitter，TX），並且經由單一路徑到達接收端（Receiver，RX，在此指電視機）

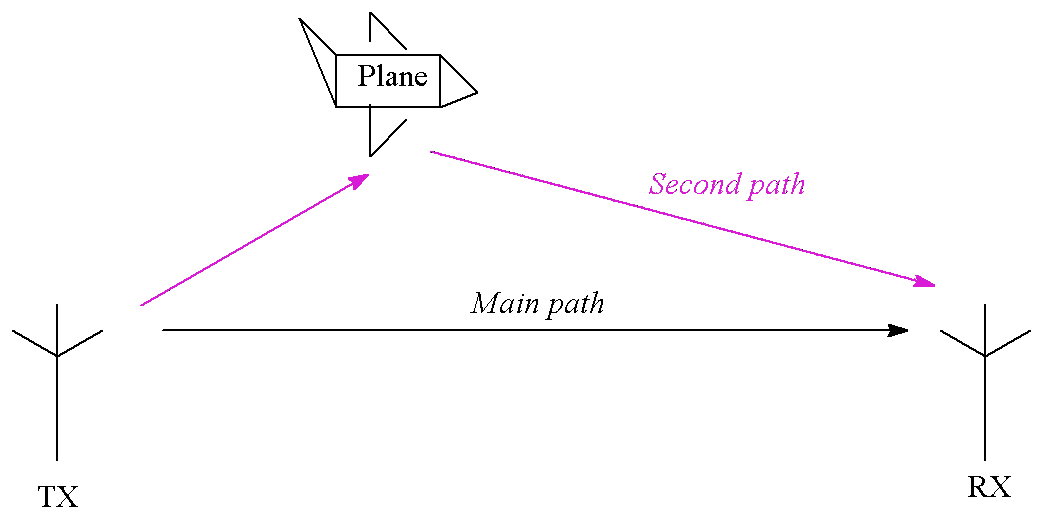
在此圖中，有物體（這裡以飛機為例）影響了整個傳輸，產生了第二條路徑。信號藉由兩個不同的路徑到達接收端，這兩個路徑的長度也不相同。主要路徑就是原先的直接路徑，次要路徑則是來自於飛機的反射

鬼影（英文：Ghosting）是電視技術術語，指電視廣播訊號因高山或大廈等建築物的反射，令同一天線多次接收同一視訊，在電視機顯影畫面上出現雙重影像。